# 帕拉摩·提拉維瓦塔納
帕拉摩·提拉維瓦塔納（泰語：ปราโมทย์ ธีระวิวัฒน์，1967年6月14日—2012年10月4日），是一名泰國已故羽球運動員。
1992年，帕拉摩·提拉維瓦塔納首次參加奧運會男子雙打比賽。他與希里彭·希里普爾一起贏了第一輪比賽，但在第二輪失利並獲得第九名。在1996年奧運會，他排名第九，但這次是與薩卡拉皮·頌薩里搭檔。在2000年和2004年奧運會裡，他與提薩納·潘維薩瓦斯搭檔，在兩次賽事中再次獲得第九名。
他參加過六屆東南亞運動會，1999年在汶萊舉辦那一屆羽球比賽男子雙打金牌的最佳成績，搭檔是提薩納·潘維薩瓦斯。也曾在1998年曼谷亞運會和2002年釜山亞運會上兩次獲得銀牌，分別與希里彭·希里普爾和提薩納·潘維薩瓦斯搭檔。他與兩個不同的合作夥伴在男子雙打項目中創造了世界排名第二的職業生涯新高。
帕拉摩·提拉維瓦塔納於2012年10月4日在曼谷的拉瑪提波迪醫院因肺癌去世，享年45歲。

## 主要比賽成績

### 奧運會和世錦賽參賽紀錄
|          | 搭檔              | 2004 |
| -------- | ----------------- | ---- |
| 男子雙打 | 提薩納·潘維薩瓦斯 | 16強 |

## 外部連結
- 帕拉摩·提拉維瓦塔納在世界羽球聯盟的登錄資料